# 2. Screen Actors Guild-gála
A 2. Screen Actors Guild-gála az 1995-ös év legjobb filmes és televíziós alakításait értékelte. A díjátadót 1996. február 24-én tartották a Los Angeles-i Santa Monica Civic Auditoriumban. A ceremóniát a NBC televízióadó közvetítette élőben, a jelöltek listáját pedig 1996. január 18-án jelentették be. Ezen a gálán vezették be új kategóriaként a Legjobb szereplőgárda (mozifilm) díját.

## Győztesek és jelöltek

### Film
| Legjobb férfi főszereplő | Legjobb női főszereplő |
| --- | --- |
| - Nicolas Cage – Las Vegas, végállomás (Ben Sanderson) - Anthony Hopkins – Nixon (Richard Nixon) - James Earl Jones – Kiáltsd, ez kedves vidék! (Stephen Kumalo) - Sean Penn – Ments meg, Uram! (Matthew Poncelet) - Massimo Troisi – Neruda postása (Mario Ruoppolo) | - Susan Sarandon – Ments meg, Uram! (Helen Prejean) - Joan Allen – Nixon (Pat Nixon) - Elisabeth Shue – Las Vegas végállomás (Sera) - Meryl Streep – A szív hídjai (Francesca Johnson) - Emma Thompson – Értelem és érzelem (Elinor Dashwood)  |
| Legjobb férfi mellékszereplő | Legjobb női mellékszereplő |
| - Ed Harris – Apolló 13 (Gene Kranz) - Kevin Bacon – Az őrület fészke (Henri Young) - Kenneth Branagh – Othello (Iago) - Don Cheadle – Kék ördög (Mouse Alexander) - Kevin Spacey – Közönséges bűnözők (Roger "Verbal" Kint) | - Kate Winslet – Értelem és érzelem (Marianne Dashwood) - Stockard Channing – Füst (Ruby McNutt) - Anjelica Huston – Menekülés az éjszakába (Mary) - Mira Sorvino – Hatalmas Aphrodité (Linda Ash) - Mare Winningham – Georgia (Georgia Flood) |
| Legjobb szereplőgárda (mozifilm) | |
| - Apolló 13 – Kevin Bacon, Tom Hanks, Ed Harris, Bill Paxton, Kathleen Quinlan, Gary Sinise - Szóljatok a köbcösnek! – Danny DeVito, Dennis Farina, James Gandolfini, Gene Hackman, Delroy Lindo, David Paymer, Rene Russo, John Travolta - A szerelem színei – Maya Angelou, Anne Bancroft, Ellen Burstyn, Samantha Mathis, Kate Nelligan, Winona Ryder, Jean Simmons, Lois Smith, Jared Leto, Alfre Woodard - Nixon – Joan Allen, Brian Bedford, Powers Boothe, Kevin Dunn, Fyvush Finkel, Annabeth Gish, Tony Goldwyn, Larry Hagman, Ed Harris, Edward Herrmann, Anthony Hopkins, Bob Hoskins, Madeline Kahn, E. G. Marshall, David Paymer, David Hyde Pierce, Paul Sorvino, Mary Steenburgen, J. T. Walsh, James Woods - Értelem és érzelem – Hugh Grant, Alan Rickman, Emma Thompson, Kate Winslet | |

### Televízió
| Legjobb színész (minisorozat vagy tévéfilm) | Legjobb színésznő (minisorozat vagy tévéfilm) |
| --- | --- |
| - Gary Sinise – Truman (Harry S. Truman) - Alec Baldwin – A vágy villamosa (Stanley Kowalski) - Laurence Fishburne – A 99-es alakulat (Hannibal Lee) - James Garner – Rockford nyomoz: A Blessing in Disguise (Jim Rockford) - Tommy Lee Jones – Régi jó cimborák (Hewey Calloway) | - Alfre Woodard – The Piano Lesson (Berniece Charles) - Glenn Close – Ha hallgattál volna (Margarethe Cammermeyer) - Sally Field – Egy független asszony (Bess Alcott Steed Garner) - Anjelica Huston – Vad nők (Calamity Jane) - Sela Ward – Almost Golden: The Jessica Savitch Story (Jessica Savitch) |
| Legjobb színész (drámasorozat) | Legjobb színésznő (drámasorozat) |
| - Anthony Edwards – Vészhelyzet (Mark Greene) - George Clooney – Vészhelyzet (Doug Ross) - David Duchovny – X-akták (Fox Mulder) - Dennis Franz – New York rendőrei (Andy Sipowicz) - Jimmy Smits – New York rendőrei (Bobby Simone) | - Gillian Anderson – X-akták (Dana Scully) - Christine Lahti – Chicago Hope Kórház (Kathryn Austin) - Sharon Lawrence – New York rendőrei (Sylvia Costas) - Julianna Margulies – Vészhelyzet (Carol Hathaway) - Sela Ward – Sisters (Theodora "Teddy" Reed Margolis Falconer Sorenson)                   |
| Legjobb színész (vígjátéksorozat) | Legjobb színésznő (vígjátéksorozat) |
| - David Hyde Pierce – Frasier – A dumagép (Niles Crane) - Jason Alexander – Seinfeld (George Costanza) - Kelsey Grammer – Frasier – A dumagép (Frasier Crane) - Paul Reiser – Megőrülök érted (Paul Buchman) - Michael Richards – Seinfeld (Cosmo Kramer) | - Christine Baranski – Cybill (Maryann Thorpe ) - Candice Bergen – Murphy Brown (Murphy Brown) - Helen Hunt – Megőrülök érted (Jamie Buchman) - Lisa Kudrow – Jóbarátok (Phoebe Buffay) - Julia Louis-Dreyfus – Seinfeld (Elaine Benes)                                                                  |
| Legjobb szereplőgárda (drámasorozat) | |
| - Vészhelyzet – George Clooney, Anthony Edwards, Julianna Margulies, Gloria Reuben, Eriq La Salle, Sherry Stringfield, Noah Wyle - Chicago Hope Kórház – Adam Arkin, Peter Berg, Jayne Brook, Vondie Curtis-Hall, Héctor Elizondo, Thomas Gibson, Roxanne Hart, Christine Lahti, Peter MacNicol, Mandy Patinkin, Jamey Sheridan - Esküdt ellenségek – Benjamin Bratt, Jill Hennessy, Steven Hillg, S. Epatha Merkerson, Chris Noth, Jerry Orbach, Sam Waterston - New York rendőrei – Gordon Clapp, Kim Delaney, Dennis Franz, Sharon Lawrence, James McDaniel, Justine Miceli, Gail O'Grady, Jimmy Smits, Nicholas Turturro - Kisvárosi rejtélyek – Amy Aquino, Kathy Baker, Don Cheadle, Kelly Connell, Lauren Holly, Fyvush Finkel, Costas Mandylor, Holly Marie Combs, Marlee Matlin, Justin Shenkarow, Tom Skerritt, Adam Wylie, Ray Walston | |
| Legjobb szereplőgárda (vígjátéksorozat) | |
| - Jóbarátok – Jennifer Aniston, Courteney Cox, Lisa Kudrow, Matt LeBlanc, Matthew Perry, David Schwimmer - Cybill – Christine Baranski, Dedee Pfeiffer, Alan Rosenberg, Cybill Shepherd, Alicia Witt, Tom Wopat - Frasier – A dumagép – Dan Butler, Peri Gilpin, Kelsey Grammer, Jane Leeves, John Mahoney, David Hyde Pierce - Megőrülök érted – Helen Hunt, Leila Kenzle, John Pankow, Anne Ramsay, Paul Reiser - Seinfeld – Jason Alexander, Julia Louis-Dreyfus, Michael Richards, Jerry Seinfeld | |

### Screen Actors Guild-életműdíj
- Robert Redford

## Fordítás
- Ez a szócikk részben vagy egészben  a(z)   2nd Screen Actors Guild Awards című angol Wikipédia-szócikk fordításán alapul.  Az eredeti cikk szerkesztőit annak laptörténete sorolja fel. Ez a jelzés csupán a megfogalmazás eredetét és a szerzői jogokat jelzi, nem szolgál a cikkben szereplő információk forrásmegjelöléseként.